# Mexicaanse agoeti
De Mexicaanse agoeti (Dasyprocta mexicana) is een zoogdier uit de familie van de agoeti's en acouchy's (Dasyproctidae). De wetenschappelijke naam van de soort werd voor het eerst geldig gepubliceerd door Saussure in 1860.